# Electrotettix attenboroughi
Genre
Espèce
Electrotettix attenboroughi, unique représentant du genre Electrotettix,  est une espèce fossile d'insectes orthoptères de la famille des  Tetrigidae.

## Distribution
Elle a été découverte dans de l'ambre en République dominicaine. Elle date du Burdigalien au Miocène soit de 18 à 20 millions d'années.

## Description
La femelle holotype mesure 8 millimètres de long. Le mâle est inconnu.
L'espèce se distingue des membres modernes de la sous-famille de Cladonotinae par le fait qu'elle conserve des vestiges d'ailes, fonctionnalité perdue quelque part entre les anciens spécimens et les espèces modernes,.
Il se nourrissait principalement de mousse, de champignons et d'algues.
Electrotettix attenboroughi a été identifié dans une collection d'ambre de l´Illinois Natural History Survey (en) recueillie dans les années 1950 par l'entomologiste Milton Sanderson et conservée depuis dans une armoire .

## Étymologie
Le nom du genre dérive du latin electrum désignant l'ambre et du grec ancien : τέττιξ signifiant cigale.
L'espèce est nommée en l'honneur de David Attenborough.

## Publication originale
- Heads, Thomas & Wang, 2014 : « A remarkable new pygmy grasshopper (Orthoptera, Tetrigidae) in Miocene amber from the Dominican Republic ». ZooKeys, no 429, p. 87-100 (lire en ligne).